# Bitwa pod Dättwil
Bitwa pod Dättwil miała miejsce dnia 26 grudnia 1351 r. w trakcie trzeciej fazy wojen szwajcarsko-habsburskich. Oddziały z Zurychu w rejonie Dättwil starły się z kontyngentem wojsk Habsburgów i sprzymierzonych miast szwajcarskich. W wyniku bitwy Szwajcarom udało się przebić przez linie przeciwnika i powrócić do domów wraz ze zrabowanymi podczas kampanii łupami.
Dnia 1 maja 1351 r. Zurych przyłączył się do antyhabsburskiej kampanii miast szwajcarskich. Powodem nienawiści do Habsburgów stała się tzw. wydarzenia w Zurychu tzw. ,,Mordnacht von Zurych, i zniszczenie Rapperswilu. W tym samym czasie miasto uwikłane było w spory z miastami Bazylea, Strasburg i Freiburg im Breisgau. Po nieudanym oblężeniu Zurychu przez Habsburgów jesienią 1351 r. nastąpił okres kampanii łupieżczych i rabunkowych z obu stron.
Pod koniec roku burmistrz Zurychu Rudolf Brun dowiedział się o stacjonowaniu pod Baden oddziałów habsburskich i sprzymierzonych z nimi miast. Dnia 24 grudnia zdecydował się na atak z zaskoczenia, jednak przeciwnik w porę ostrzeżony wycofał się poza mury miejskie Baden. W tej sytuacji oddziały Bruna spaliły przedmieścia Baden i plądrując okolicę podeszły pod zamek Freudenau, który zniszczono.
Dnia 26 grudnia celem Szwajcarów stały się wioski Gebenstorf i Birmenstorf, które splądrowano, po czym obładowane łupami wojska Bruna rozpoczęły marsz powrotny do Zurychu. W rejonie Dättwil niedaleko Baden, drogę Szwajcarom zastąpiły wojska Habsburgów. Rozpoczęła się zacięta walka, w wyniku której Szwajcarzy przebili się przez szyki przeciwnika wycofując się w kierunku łańcucha górskiego w rejonie  Limmattal. Straty Habsburgów wyniosły 500 zabitych, wśród nich 135 rycerzy. Według spisanej 130 lat później kroniki zuryskiej Gerolda Edlibacha, Szwajcarzy utracili 40-46 zabitych, przypuszcza się jednak, że straty były dużo wyższe. O jednym z  poległych Rüdigerze von Manegg wspomina do dzisiaj inskrypcja wyryta na studni znajdującej się w ruinach zamku Manneg w Zurychu.
Literatura:
- Otto Mittler: Geschichte der Stadt Baden. Band I – Von der frühesten Zeit bis um 1650, Verlag Sauerländer, Aarau 1962, S. 62–65